# Wittewierum
Wittewierum est un village de la commune néerlandaise de Groningue, situé dans la province de Groningue.
Le nom du village signifie terp blanc, à cause des vêtements blancs des Prémontrés qui y fondèrent une abbaye en 1213, sur la rive orientale du Fivel.
Wittewierum faisait partie de la commune de Ten Boer avant le 1er janvier 2019, quand celle-ci a été rattachée à Groningue.